# 정인홍
정인홍(鄭仁弘, 1536~ 1623년 4월 3일)은 조선중기, 후기의 문신이자 성리학자이며 임진왜란 때의 의병장이다. 선조·광해군 대에 북인과 남명 조식학파(曺植學派)를 이끌며 정국을 주도했으며, 조식의 수제자이자 남명 학파의 지도자였다. 당색으로는 동인이었다가, 정철의 처벌을 놓고 동인이 남인과 북인으로 나뉠 때는 강경파로 북인이었다. 자(字)는 덕원(德遠), 호는 내암(來庵), 본관은 서산(瑞山)이다. 광해군 재위기에는 '산림정승'이라고 불리었다.
1573년(선조 6년) 학문과 덕행을 인정받아 황간현감으로 발탁되어 선정을 베풀었다. 제용감정 등을 지내고 임진왜란 때 합천에서 의병을 모아 합천, 성주, 대구 등지에서 활동하며 왜병을 격퇴하여 영남 의병장의 호를 받았다. 조식의 수제자로서 최영경, 오건, 김우옹, 곽재우 등과 함께 경상우도의 남명학파의 대표적 인물 중의 한사람이다.
왜란이 끝난 후 북인과 함께 정권을 잡았으며 북인이 분열한 후에는 이산해와 함께 대북의 영수가 되었다. 전란 종결 후 대사헌, 중추부동지사, 공조참판 등을 거쳐 우의정과 좌의정을 거쳐 영의정에 이르렀고 서령부원군(瑞寧府院君)에 봉군되었다. 북인이 다시 대북과 소북으로 나뉠 때는 적극 간여하지 않았으나 그의 제자인 이이첨 등이 대북이었으므로 광해군 정권의 원로로 예우받았다. 그러나 이언적, 이황 등의 문묘종사(文廟從祠)를 반대하다가 유생들에게 탄핵받아 청금록(靑衿錄, 儒籍)에서 삭제되는 등의 시비에 휘말리기도 한다. 1623년 능양군 등은 80세 이상의 재상은 처형하지 않는 관례를 어기고 그를 참형에 처했다. 그 뒤 서인과 노론으로부터 광해군 실정의 책임자의 한사람으로 비판을 받아오다가 1908년 순종때 가서야 복권되었다. 임훈, 조식의 문인이다.
*영의정 내암 정인홍 연보: https://m.blog.naver.com/antlsguraud/220898919023

## 생애

### 생애 초기

#### 출생과 가계 배경
정인홍은 1535년 사후 의정부영의정에 추증되고 서릉부원군(瑞陵府院君)에 추봉된 정륜(鄭倫)과 진주 강씨의 3남 중 첫째 아들로 경상남도 합천군 가야면 사촌리에서 출생했다. 군수와 정자를 지낸 군수 정희(鄭僖)의 증손으로, 할아버지는 언우(彦佑)이다. 생년은 다소 불확실하여 일설에는 1536년에 태어났다는 설도 있다. 이후 동생이 두 명이 더 태어났다.
아버지 정륜은 후일 그의 현달로 의정부영의정에 추증되었다가 다시 순충적덕병의보조공신 의정부영의정 서릉부원군에 추증되었다.
한 조정의 수상까지 지냈지만 정인홍은 출생 연도조차 확실하지 않다. 이는 그의 이름을 입에 올리는 것조차 금기시된 것의 영향 때문이었다. 전설에 의하면 그의 강한 기 때문에 정인홍이 태어나던 해 가야산의 한 봉우리였던 성왕산의 풀과 나무가 마르기 시작하더니 3년 동안 지속되었다는 이야기가 전한다.
정인홍은 고조부 성검(成儉)의 대에 합천에 옮겨와 터를 잡고 살았다. 성검은 외아들 희(僖)를 두었는데, 하나뿐인 아들에게 열심히 학문을 닦도록 독려했고, 증조부 희는 아버지의 뜻을 어기지 않고 밤낮으로 열심히 공부하여 1496년(연산군 2) 과거에 급제했다. 그러나 그리 높은 관직에 오르지 못하고 세상을 떠나 사람들이 애석하게 여겼다고 한다. 조부 정언우(鄭彦佑)와 아버지 정륜은 오직 학문에만 힘썼을 뿐 벼슬에 뜻을 두지 않았다. 그의 집안은 그저 평범한 양반 가문이었다.

#### 유년기
그는 일찍부터 기억력이 좋고 총명했다 한다. 그가 3세 되던 무렵 아버지 정륜의 사랑방에 그가 몰래 들어가 아버지 정륜이 읽던 성리서를 보다가 그만 몇 장을 실수로 찢어버렸다. 아버지 정륜이 이를 알고는 그를 불러 화를 내면서 야단을 치자, 그는 눈을 반짝이며 '아버지 잘못했습니다. 제가 그만 책을 갖고 놀다가 찢어 버렸습니다. 저에게 지필묵을 주시면 지금이라도 당장 찢어져 없어진 면의 글 부분을 다시 적어서 같이 붙여 채워 놓겠습니다'라고 대답하였다. 아버지 정륜이 지필묵을 주자 정인홍은 찢어져 없어진 부분의 글귀를 기억해 내면서 다시 그 내용을 그대로 썼다고 한다. 이것을 본 아버지 정륜은 아들 정인홍이 보통의 아이들과는 다르다는 것을 알고 일찍부터 글을 가르치기 시작했는데, 한번 가르쳐준 글이나 문장은 두번 가르치지 않아도 아버지를 쳐다보며 한번에 줄줄 외웠다 한다.
1540년경의 어느 날에는 그가 집밖에서 어떤 어린 참새를 잡아 가지고 놀다가 부주의로 아기 참새를 죽이고 말았다. 죽은 아기 참새가 불쌍했던 정인홍은 통곡하다가 집 근처 강가의 버드나무 아래에 참새의 무덤을 만들어 놓고, 집에 와서 지필묵을 가져다가 참새를 추도하는 제문 (祭鳥文, 弔鄒文)을 지어 조곡하였다.
| “ | 조사인곡 (鳥死人哭) / 새가 죽어 사람이 곡하는 것은 어의불가 (於義不可) / 의에는 어긋나는 일인 줄은 아노라 여유아이사 (汝由我而死) / 그러나 네가 나 때문에 죽었으니 시이곡지 (是以哭之) / 나는 너를 위해 슬피 우노라 | ” |

이때 지나던 어느 선비가 그에게 이유를 묻자 어린 정인홍은 참새의 무덤을 만든다고 답하였다. 그러자 선비는 아무리 그래도 사람이 참새의 무덤을 만들어 주면서 울면서 곡을 하느냐고 묻자 그는 자신이 지은 제문을 보여주었다. 선비는 어린이가 쓴 제문인데도 실력이 있음을 보고 감탄하였다 한다.

### 수학과 청년기

#### 청소년기
정인홍은 청소년기 무렵 거창 안음에 사는 유학자 갈천 임훈(葛川 林薰)의 문하에서 잠시 수학하였다.
이덕무의 청장관전서에는 그가 임훈의 문하를 나온 배경에 대한 일화가 전한다. 한번은 섣달 그믐날 저녁에 임훈이 여러 제자들과 함께 밤을 새우는데 밤중이 되자 모두 잠이 들었으나 정인홍만은 바르게 앉은 채 밤을 새웠다. 그의 살갗에는 많은 손톱자국이 나 있고 핏자국이 얼룩덜룩했다. 자신의 살을 꼬집으며 졸음을 쫓았던 것이다.
한번은 임훈이 집안의 가장 예쁜 계집종을 뽑아 정인홍이 글 읽는 방으로 보내 유혹했지만 그는 밤새워 태연히 긁만 읽고 계집종에게는 눈길 한 번 주지 않았다. 이 두 가지 일을 본 임훈은 이는 보통 사람이 할 수 있는 일이 아니라고 하면서 상서롭지 못하다 하여 그를 문하에서 내보냈다고 한다. 초인적인 인내력과 집념을 지녀 임훈이 문하에 두기조차 꺼렸던 정인홍을 거둔 이가 바로 합천의 남명 조식이었다.

#### 남명의 문하에서 수학
그 뒤 자는 덕원(德遠)으로 후에 호를 내암(來庵)이라 하였다. 소년기의 정인홍은 비범하였다. 이익의 성호사설에는 그가 소년기에 시를 지었다는 기록이 있다.
정인홍이 11세 때 산사에서 글을 읽고 있었다. 그때 마침 그 도의 감사가 당도하여, 밤에 글 외는 소리를 듣고 찾아갔더니 바로 정인홍이었다. 도사가 이를 기특하게 여겨 데려다가 묻기를 "네 시를 잘 짓느냐?"고 묻자, 정인홍은 겸손해하면서 잘 짓지 못한다고 대답했다. 감사가 탑 근처 영송(詠松)을 글제로 내고 운자를 불러주며 짓게 하였더니, 정인홍은 즉석에서 시 한 수를 지었다.

그는 당시 감사 또는 판결사이던 양희가 왜송을 주제로 내고 시를 지으라 하니 바로 시를 지었다 한다.
왜송 (詠松)

짧고 짧은 외로운 솔이 탑 서쪽에 서 있으니  /  短短孤松在塔西(단단고송재탑서) 

탑은 높고 솔은 낮아 가지런하지 않네  /  塔高松下不相齊(탑고송하불상제) 

오늘날 외로운 솔이 짧다고 말을 마소  /  莫言今日孤松短(막언금일고송단) 

솔이 자란 다음 날에 탑이 도리어 짧으리  /  松長他時塔反低(송장타시탑반저)

감사가 감탄해 마지않으며 "후일에 반드시 현달하리라. 그러나 뜻이 참람하니 부디 경계하라"고 당부했다고 한다. 정인홍은 일찍부터 아이답지 않은 강한 자아의식과 승부욕으로 무장하고 있었다. 여기에서 소나무는 만 11살인 정인홍 자신을, 탑은 당시 감사 또는 판결사(判決使)를 지낸 양희(梁喜)를 비유하여 지은 한시(漢詩)였다. 훗날 정인홍은 양희의 딸과 결혼하여 그의 사위가 되었다.
그 뒤 정인홍은 남명 조식(曺植)을 찾아 문하생이 되었으며 이후 조식의 수제자로서 최영경(崔永慶)·오건(吳健)·김효원·곽재우(郭再祐)·김효원·이산해·김우옹(金宇顒)·정구·이발·하진보 등과 함께 경상우도의 남명학파(南冥學派)를 대표하였다. 이들 중 하진보는 후일 그의 사돈이 되기도 했다. 친분이 있던 이산해는 그가 당대에는 제대로 평가를 받지 못해도 후대에 제평가를 받을 것이라고 예견하기도 했다.
그의 천재성을 알아본 스승 조식은 그에게 '대학팔조가(大學八條歌)'를 지어 주며 학문에 더욱 정진하도록 당부하였다. 남명은 내암의 자질이 비범함을 알아, 만년에 차고 다니던 칼을 주면서 경계를 삼도록 하였는데 그는 늘 꿇어앉아 칼을 턱밑에 대고 정신 가다듬기를 계속하였다. 23세에 생원시에 합격하여 생원이 되었으나 관직에 뜻을 두지 않아 과거를 포기했다.

#### 관료 생활 초반
학행으로 이름을 날려, 소년시절 함께 조식의 문하에서 수학한 김우옹의 천거로 선조 초 관직에 나갔다. 1572년(선조 5년) 스승 조식은 임종에 이르러 그에게 자신의 칼을 물려주었다. 조식은 죽기 전 그에게 학자로서의 의리와 결단의 징표로 칼을 수여한 것이다.
1573년(선조 6) 학행으로 천거되어 6품직에 올랐고, 1575년 황간현감에 나가 선정을 베풀었다. 이듬해 중앙으로 복귀 사헌부지평에 임명되었다가 영천군수로 나갔다. 그 뒤 당파가 동서로 양분되자 다른 남명학파와 함께 동인에 가담, 서인 정철(鄭澈)·윤두수(尹斗壽) 등을 탄핵하려다가 도리어 해직당하고 낙향하였다. 또한 정인홍은 세조부터 명종 시기까지 권력을 장악해 온 훈구파와 척신정치와 훈구파 잔존세력 청산에 소극적인 서인을 여러차례 탄핵했다.
1580년 12월 정4품 사헌부 장령에 임명되었다. 정인홍은 법령을 지키고 기강을 확립하기 위해 이서들의 부정과 수령들의 비리를 적발하는 등 상하 귀천을 막론하고 탄핵을 가했다. 그로 인해 백관들이 그를 두려워하여 정신을 차렸으며, 시장의 장사치들이 감히 금하는 물건을 밖에서 내놓지 못했다.

### 관료 생활과 정치 활동

#### 동인과 북인의 중진
그의 강직함은 지방까지 널리 소문이 퍼져 시골 사람이 한성에 올라와 그의 얼굴을 보려 했다. 한 시골 사람은 "정 장령의 얼굴 생김새가 어떠한가. 그 위엄이 멀리 지방에까지 퍼져 병사와 수령 중에 두려워하고 조심하지 않는 이가 없으니 참으로 대장부다"라고 이야기할 정도였다.
1580년(선조 13년) 부음정(孚飮亭)을 건립하였고, 이곳에서 학문 연구와 수많은 문하생들을 길러냈다. 그해 사헌부 장령에 제수되어 아전, 서리 등 향리의 가렴주구를 규탄하는 상소를 올렸다. 1581년 다시 사헌부장령이 됐다. 이때 정철(鄭澈)·윤두수(尹斗壽) 등과의 논쟁에 휘말리게 되었으며, 이무렵 당파가 동서로 양분되자 그는 이황, 조식의 제자들이 결성한 동인의 당원이 된다.
한편 그는 정경세가 모친상 중임에도 불구하고 육식을 했고, 사명을 띠고 관동에 나아가서는 버젓이 기생을 끼고 놀았지만 워낙에 거물이라 아무도 탄핵하지 못했다. 이때 정인홍이 탄핵을 하고 나서자 사헌부의 다른 관원들이 정인홍을 비판하는 등 갈등을 빚기도 했다. 이이는 그런 정인홍을 보고 돌격장에 어울릴 만한 인물이라고 은근히 비꼬기도 했다.
1581년(선조 14년) 서인 정철·윤두수를 탄핵하다 벼슬을 빼앗기고 고향으로 내려갔다. 1582년에 어머니 진양강씨(晉陽姜氏) 상을 당하였다. 3년상을 마친 뒤 복직, 1584년 다른 남명학파와 함께 동인편에 서서 서인 정철(鄭澈)·윤두수(尹斗壽) 등을 탄핵하려다가 도리어 해직당하고 낙향하였다. 1586년 익산군수를 제수받았으나 나아가지 않고 상소를 올려 왕에게 학문에 힘 쓸 것과 정치적 폐단을 혁신할 것을 주장하였다.

##### 동인의 남북 분당
이발, 정인홍 등이 우성전의 축첩을 문제삼은 것 역시 동인 강경파들의 온건파에 대한 의심과 불신의 한 원인이 되었다. 우성전은 여러 명의 첩을 두었는데 이 점이 일부 동인 소장파들에 의해 의혹으로 제기되었다. 우성전이 문제가 되었을 때도 동인들은 이이를 의심했다. 우성전은 당시 동인들이 떠받들던 인물이었다. 그는 학문적 소양도 폭넓었고 지략이 남달랐으며, 경세에 대한 관점이 뚜렷하였다.
동인들이 "우성전이 대신이 된다면 만백성이 잘살 수 있을 것이다."라고 말했을 정도로 동인들이 떠받드는 새로운 지도자였다. 이런 우성전에게도 한 가지 흠이 있었는데, 기생 한 명을 지나치게 좋아한 것이었다. 심지어 우성전의 부모상 때에도 이 기생이 상례에 어긋나게 머리를 풀고 우성전의 집에 출입할 정도였다.
상중에 기생이 우성전의 집에 출입하는 것을 보고 해괴하게 여긴 인물은 동인 이발이었다. 이발은 장령으로 있던 정인홍에게 우성전의 부모상에 기생이 출입하더라고는 사실을 이야기하였다. 훗날 대북(大北)의 영수가 되는 정인홍은 재야에 오래 있던 사람으로서 자신의 깨끗한 처신을 자랑삼아 온 인물이었다. 그는 예에 어긋난 이러한 일을 두고 볼 수 없다면서 앞장서서 우성전을 공격했다. 정인홍이 우성전을 탄핵한 것은 이처럼 동인인 이발의 토로에 의한 것이었는데, 동인들은 이것 역시 이이가 뒤에서 조종한 것이라고 이이를 의심하였다.

#### 기축옥사
1589년(선조 22), '정여립 모반사건'으로 시작된 기축옥사(己丑獄事)로 정철, 성혼 등 서인이 득세하고 이발 등 동인이 몰락하였다. 이와 동시에 이발의 80대 노모와 10세 미만의 자녀, 그의 동문인 수우당 최영경(守愚堂 崔永慶) 등 2천 여 명의 동인 당원들이 억울하게 죽임당하고, 이때 정인홍도 삭탈관직되었다. 이 일로 그는 서인에게 원한을 품게 된다.
1591년에 건저문제로 서인이 숙청되고 동인이 득세했을때, 당내에서는 정철을 사형시키자는 강경파와 사형은 과하다는 온건파로 나뉘었다. 이때 그는 유성룡, 우성전 등의 온건파에 대항하여 정철이 옥사를 날조했음을 주장하고, 이산해와 함께 정철의 사형을 원하는 강경파의 입장에 섰다. 1606년 인목대비에게서 적통인 영창대군이 출생하자, 적통계승을 주장하여 영창대군을 옹립하는 소북과 광해군의 즉위를 주장하는 대북으로 갈라지자, 이산해·이이첨과 함께 대북을 이끌었다.

#### 임진왜란 때의 의병 활동

##### 의병 창의
그 뒤 제용감정을 거쳐 1592년 임진왜란이 일어나자 동문수학한 곽재우가 의령에서 의병을 일으켰다. 그해 5월 그는 합천에서 김면과 함께 의병을 모집하여 성주에 쳐들어온 왜군을 물리쳤다. 성주에서 승리를 거둔 뒤 영남의병장이라는 별호를 얻었다. 1592년 6월에는 고령군 무계 전투에서 매복 공격.으로 왜적을 격파한다. 8월과 9월에 성주성을 탈환하기 위해 공격을 하였으나 성을 회복시키지는 못했다. 10월 진주성 1차전투때 적에게 포위된 진주성을 구하러 오기도 하였다. 6월에 진주목사, 11월에는 영남 의병도대장이 되었다. 이어 그는 전란 중의 전공으로 진주목사, 제용감정(濟用監正) 성주가목(星州假牧)등의 벼슬을 제수받았다.
11월 진주목사와 지방관들에 이어 영남 의병대장에 임명된다. 그러나 그는 이를 조정에 보고하지 않았다. 남원의 조경남(趙慶男)이 쓴 난중잡록(亂中雜錄)에, 정인홍은 자신의 전공(戰功)을 조정에 보고하는 것을 부끄럽게 여겨 보고하지 않았기 때문에 조정에서 알고 있는 공로는 남보다 못하지만 사실은 경상도 의병장 가운데 정인홍의 공로가 으뜸이라 한다.
1593년(선조 26) 성주를 수복한 후, 국가재건계획이 담긴「사의장봉사」라는 사직상소를 올리고 영남 의병도대장을 사직하고 의병장으로 활동한다. 1593년 격문을 돌려 영남 지역 의병 3,000명을 모아 성주·고령·합천·함안 등지를 방어했으며, 무계(茂溪)전투, 초계(草溪)전투, 안언역(安彦驛)전투, 성주성(星州城)전투, 진주성 지원전투 등에서 승전을 거두었다. 그는 항일 의병활동을 통하여 명성과 강력한 재지적 기반(在地的基盤)을 구축하였다. 1593년 9월에는 당시 체찰사(體察使) 이원익의 청으로 영남의병대장에 임명되었으나, 나아가지 않고 장문의 상소를 올려 나라가 전쟁에 휘말려 혼란을 겪어야 했던 원인을 분석하고 앞으로 전쟁을 극복하고 전후 국가를 재건하는 방법을 건의하였다.

##### 임진왜란 중
1594년 그는 상주목사, 영해부사등에 제수되었으나 나아가지 않았다. 이어 형조참의, 부승지등에 제수되었으나 모두 사양하고 나아가지 않았다. 한편 1595년 조선 조정에서 일본측과 화의(和議)하자는 주장이 나오는 등 국론이 분열되자 정인홍은 고령 성산 무계지역을 지나다가 이를 듣고, 주화론자들에게 경각심을 주기 위해 지은 '과무계(過茂溪)'라는 시를 지어 이들을 질타하였다.
| “ | 필마로 옛 싸움터 지나노라니 / 匹馬經過舊戰場 강물은 한을 품고 유유히 흐르네 / 江流遺恨與俱長 지금 그 누가 왜적과 주화하려 하는가 / 於今誰唱和戎說 장군과 사병은 이미 원통하게 죽었는데 / 將士當年枉死亡 | ” |

1597년(선조 30) 7월 일본군이 재침하자 다시 창의하였고, 1598년 정유재란이 종결되자 합천으로 낙향하였다.
1598년 명나라 경략 정응태(丁應泰)가 조선과 일본이 연합하여 명나라를 공격하려 한다고 보고하여 큰 문제가 되었다. 조선 정부는 말도 되지 않는 이야기라며 항변하는 한편 명나라에 변무사(辨誣使)를 파견하는 문제를 논의했다. 이때 남인의 영수 유성룡은 개인적인 사정을 들어 변무사로 가기를 기피했다. 다른 신하들도 명나라로 가기를 주저했다.
고향에서 이 소식을 들은 정인홍은 자신이 나서 명나라 인사에게 편지를 보내 선조를 옹호했다. 이 일로 정인홍은 선조의 두터운 신임을 받게 되었다. 그러나 그는 임진왜란 중 아들 정연(鄭沇)을 함께 의병에 참전시켰다가 잃었다.
1599년 12월 형조참의에 제수되었으나 병으로 올라올수 없다고 사양하여 1600년 2월 체차되었다.

#### 정치 활동

##### 종전 직후
1602년 1월 다시 사헌부 장령이 되었다. 1602년 사헌부 대사헌에 승진하였다. 정인홍을 비방하는 소리가 있자 선조는 "네가 감히 정인홍을 배척하여 모함할 계획이나, 인홍의 사람됨은 금수나 초목도 다 그 이름을 아는 바다."라고 비호할 정도로 정인홍에 대한 신임은 절대적이었다. 4월말 정경세를 탄핵한 일로 사헌부, 사간원의 다른 언관들과 마찰을 빚다 대사헌직에서 해임되고 행 용양위 부호군(行龍驤衛副護軍)이 되었으나 다시 병을 핑계로 사직 상소를 올렸다. 그해에 동지중추부사·공조참판을 지냈다.
1602년 7월 공조참판에 임명되었으나 병으로 상소를 올려 사퇴하고 동지중추부사가 되었으며, 다시 사헌부대사헌이 되었으나 여러 번 사직상소를 올렸다. 그해 11월 대사헌직에서 해임되었다.
이후 그는 남인인 유성룡(柳成龍)이 임진왜란 때 화의를 주장한 것을 탄핵하여 벼슬에서 물러나게 하였으며, 홍여순·남이공 등 북인파와 함께 정권을 잡았다.

##### 북인 정권의 원로
1602년 대사헌에 임명되으나 기축옥사를 일으켰던 서인과 이를 방관하거나 서인 공격에 소극적이던 남인을 배제하고자 이들과 치열히 다투다가 수개월 후 낙향했다. 이후 동지중추부사, 대사헌 등에 임명되었으나 사양, 관직에 나가지 않고 산림으로서 영향력을 행사했다.
1602년에는 스승인 조식의 문집인 《남명집》 간행을 주도하였다. 1604년 여름 공조참판에 제수되었으나 곧 사퇴했다. 북인이 선조 말년에 소북·대북으로 분열되자 이산해(李山海)·이이첨(李爾瞻)과 대북을 영도하였으며, 선조의 계비 인목대비(仁穆大妃)에게서 영창대군(永昌大君)이 출생하자 적통(嫡統)을 주장하여 영창대군을 옹립하려는 소북에 대항하여 그는 광해군을 적극 지지하였다. 1604년 남명학파의 주도로 남명 조식 문집을 간행하였다. 이때 그가 쓴 발문에서 퇴계 이황을 비평한 것이 문제가 되어 성균관 유생들이 들고 일어나 팔도의 향교에 통문을 돌려 정인홍을 규탄하였다. 이 일로 인해 정인홍은 퇴계 제자들과 사이가 매우 좋지 않게 되었다.
1606년 소북파의 영수 유영경(柳永慶)이 선조가 광해군에게 양위하는 것을 반대하자 이를 탄핵하였다. 그러나 1607년 소북파 이효원의 탄핵으로 영변(寧邊)에 유배되었다가 곧 풀려났다. 1607년(선조 40) 그는 남계, 덕천, 향천서원 원장을 지냈다. 1608년 선조가 죽고 광해군이 즉위하자 대사헌에 등용되어 대북 정권을 수립하는 데 참여하였다. 그러나 곧 사퇴하고 합천으로 낙향하였다.

##### 광해군 즉위 초반
1608년 3월 1일 복권되고, 그날 한성부판윤에 임명되었으나 3월 29일 차자를 올려 사직하였다. 4월 세자시강원 보양관이 되었다가 5월말 다시 사헌부대사헌이 되었으나, 6월초 사직상소를 올렸으나 받아들여지지 않았다. 이후 그의 문하생인 이이첨, 유자신 등이 조정의 실력자로 부상하면서 광해군이 여러 번 불렀으나 나오지 않고 사직상소를 올렸으며 청렴한 생활을 하여 산림정승이라는 별칭을 받았다. 임진왜란 당시의 의병장으로서 활약한 경력과 남명의 학통을 이어받은 수장으로써 영남사림의 강력한 영향력과 지지기반을 확보하였다. 그는 이런 배경으로 정계 실력자로 등장했으며 진주의 덕천서원(德川書院), 삼가의 용암서원(龍岩書院), 김해의 신산서원(新山書院) 3개 서원의 사액을 받아냈다.
1608년 6월 말 다시 대사헌 사직 상소를 올렸으나 받아들여지지 않았고, 7월 7일 우찬성, 우찬성 겸 보양관에 제수되었으나 임명된지 17일만에 다시 사직상소를 올렸다. 1609년 3월에 의정부좌찬성에 제수되었으나 나가지 않자 올라오라는 명이 내려졌으나, 병을 핑계로 사직상소를 올렸다. 그는 광해군 때 대북의 영수로서 1품(品)의 관직을 지닌 채 고향 합천에 기거하면서 요집조권(遙執朝權, 멀리서 조정의 권세를 좌지우지)하는 위치에 있었다. 그는 외곽에서 이이첨(李爾瞻)·이산해(李山海) 등 대북의 정권 주도를 지원하고 대북의 고문으로서 정치적 영향력을 발휘하였다.

#### 이언적, 이황 문묘종사 비판
광해군 때 이언적과 이황의 문묘 종사론이 나타났을 때 스승 조식은 제외되자 이언적, 이황의 문묘종사를 반대하였다.
1610년(광해군 2년) 9월 오현(五賢)의 문묘종사(文廟從祀)가 있었다. 종래 문묘에 모셔 오던 선현들 외에 새로 김굉필, 정여창, 조광조, 이언적, 이황을 문묘에 모시는 결정을 내린 것이다. 이때 정인홍은 왕이 그의 문병을 위해 내의와 예관을 보내 상경할 것을 당부하자, 사직상소를 올렸다. 사직상소를 올리면서 그는 이언적과 이황의 문묘종사가 부당하다고 말하였다. 도리어 그는 이황이 스승 조식을 비난했던 것을 언급하며 스승 조식을 변호하였다.
| “ | 신(정인홍)이 젊어서 조식을 섬겨 열어주고 이끌어주는 은혜를 중하게 입었으니 그를 섬김에 군사부일체의 의리가 있고, 늦게 성운의 인정을 받아 마음을 열고 허여하여 후배로 보지 않았는데, 의리는 비록 경중이 있으나, 두 분 모두 스승이라 하겠읍니다. 신이 일찍이 故 찬성 이황이 조식을 비방한 것을 보았는데, 하나는 상대에게 오만하고 세상을 경멸한다는 것이고, 또 하나는 높고 뻗뻗한 선비는 중도를 구하기가 어렵다는 것이고, 또 하나는 노장(老莊)을 숭상한다는 것이었습니다. 그리고 성운에 대해서는 청은이라 지목하여 한 조각의 절개를 지키는 사람으로 인식하였습니다. 신이 일찍이 원통하고 분하여 한 번 변론하여 밝히려고 마음먹은 지가 여러 해입니다.(중략) 조식과 성운은 같은 시대에 태어나서 뜻이 같고 도가 같았읍니다. 태산교옥(泰山喬嶽) 같은 기와 정금미옥(精金美玉)과 같은 자질에 학문의 공부를 독실히 하였으니 ...(중략)... 이황은 두 사람과 한 나라에 태어났고 또 같은 도에 살았습니다만 평생에 한 번도 얼굴을 대면한 적이 없었고 또한 자리를 함께 한 적도 없었읍니다. 그런데도 한결같이 이토록 심하게 비방하였는데, 신이 시험삼아 그를 위해 변론하겠읍니다. 이황은 과거로 출신하여 완전히 나아가지 않고 완전히 물러나지도 않은 채 서성대며 세상을 기롱하면서 스스로 중도(中道)라 여겼습니다. 조식과 성운은 일찍부터 과거를 단념하고 산림(山林)에서 빛을 감추었고 도를 지켜 흔들리지 않아 부름을 받아도 나서지 않았습니다. 그런데 이황이 대번에 괴이한 행실과 노장의 도라고 인식하였으니 너무도 모르는 것입니다. (중략) 더구나 조식과 성운은 비록 세상을 피해 은거하였다고 하지만 선대 조정의 부름을 받아 조정으로 달려가서 한 번 임금을 존중하는 뜻을 폈고, 누차 상소를 올려 정성을 다해 치안과 시무를 발씀드렸는데, 이것이 과연 괴벽의 도리이며 이상한 행실입니까. 그때 나이 이미 70이었습니다. 어찌 벼슬을 그만두어야 할 나이인데 출임하려고 하겠습니까. 수레를 버리고 산으로 돌아가 자신의 행실을 닦고 삶을 마친 것이 과연 중도에 지나치고 괴이한 행실을 한 것이며 세상을 경멸하는 노장의 학문이란 말입니까 신은 의혹스럽습니다. | ” |

즉 퇴계가 남명과 성운을 평한 말을 빌어, 이황의 출처가 분명치 못함을 비판하였다. 그러나 그의 문묘종사에 반대한 것에 분개한 제자들이 그를 공격하였다. 이 일로 인해 조정과 사림에서는 큰 논쟁이 발생했다. 이황의 문도들이 중심이 된 성균관 유생들은 권당(捲堂, 현재의 동맹휴학과 같음)에 들어갔으며 그는 성균관의 청금록(靑衿錄)에서 이름이 삭제되기도 하였다. 청금록은 성균관에 비치된 유생들의 명부(名簿)이다.

### 생애 후반

#### 인목대비 폐모론
1611년(광해군 3년) 그는 우찬성에 다시 제수되었으나 부임하지 않았다. 1612년 의정부좌찬성을 거쳐 의정부우의정에 제수되었으며 이듬해 이이첨, 허균 등과 함께 계축옥사를 일으켜 김제남과 영창대군을 탄핵하는 데 지지하였다. 1613년 서령부원군(瑞寧府院君)에 봉해졌다. 그해 계축옥사가 일어나자 김제남을 비판하고, 영창대군을 지원하는 세력을 완전히 제거하라고 주장했으나 그는 전은론(全恩論)을 주장하여 영창대군의 축출에는 찬성하지 않았다. 그해 좌의정에 제수되었으나 나아가지 않았다. 1614년 영창대군의 사형 여론이 나오자 이에 반대하고 영창대군을 신원을 요청하는 상소를 올렸다. 그 뒤 정운공신 1등(定勳功臣1等)에 책록되었고, 1615년 좌의정에 올라 궤장(几杖)을 받았다.
1617년 인목대비 폐모론에 참여하였으며 1618년에는 인목대비를 폐하여 서궁에 유폐된 뒤 의정부영의정에 올랐다. 그는 인륜에 어긋난다 하여 인목대비 폐모론에 반대하였으나 인목대비는 서궁에 유폐되었다. 대북정권의 고문 내지 산림(山林)의 위치에 있던 그는 유성룡계의 남인과 서인세력을 추방하고 스승 조식의 추존 사업을 적극 추진하는 한편, 문묘종사 문제를 둘러싸고 이언적(李彦迪)과 이황(李滉)을 비판하는 소를 올려 두 학자의 문묘종사를 저지시키려 하다가 8도 유생들로부터 탄핵을 받았다. 그리고 성균관 유생들에 의하여 청금록(靑襟錄)에서 삭제당하였다.
그는 영의정을 사직하는 차자를 올리고 광해군의 간곡한 부탁 에도 불구하고 일체의 외부와 연락을 끊고 합천에 내려가 은둔하였다. 1618년 광해군은 그에게 서신을 보내 '국사는 더욱 어렵고 재상의 자리가 비어 있어 경을 영상에 삼으니 급히 올라와 어려운 시국을 구하고 나를 도와주기 바란다'며 영의정 취임을 재촉하는 유지를 보낸다. 광해군의 거듭된 부탁으로 상경하였으나 1619년 다시 영의정을 사퇴하고 물러났다.

#### 학문 연구와 후학 양성
광해군은 즉위 초부터 그에게 여러 벼슬을 내려 초빙하였지만 그는 대부분 사양하고 낙향, 산림에 은둔하며 학문 연구와 후학을 양성하였다. 영창대군의 사형에 반대하고 인목대비 폐모(廢母) 논의에 '전은설(全恩說)'을 주장하며 폐모론에 반대, 폐모론이 단행되자 그는 광해군의 만류에도 불구하고 합천 가야 향리로 낙향, 소위 인조반정으로 체포될 때까지 도성에 올라가지 않고 향리에서 학문 연구와 후학 양성에 전념한다.
그의 문하에서는 정온, 조응인 등의 문하생이 배출되었지만 후일 그의 문도들은 인조 반정 이후 대부분 출사하지 못하거나, 출사를 포기하게 되었다. 1623년 인조 반정 직후 문인 조정립은 중도부처, 조성생은 파직, 우참찬까지 오른 제자 윤선은 파직, 고령의 박종윤은 중도부처, 의령의 유활도 파직, 합천 가야의 문인 정결, 율곡의 대사간 문려, 고령의 승지 박종주 등도 이때 함께 처형되는 등 많은 정인홍 문인(門人)들이 화를 당하였다. 인조반정 이후 그가 역적으로 단죄되면서 그의 문도들 외에도 남명학파 역시 함께 몰락의 길을 걷게 되었다.

#### 인조반정과 체포, 사형
1623년 3월 13일 인조반정이 일어나자 바로 체포된 뒤 3월 28일 한성부로 압송되어 의금부에서 국문당했다. 인조 반정으로 집권한 서인은 그에게 첫째, 사림출신으로 횡포를 부린 품관(品官)이었다는 것, 둘째, 임진왜란 때 의병을 일으키면서 무단을 위세를 부렸다는 것, 셋째, 괴귀한 학문을 퍼뜨렸다는 것, 넷째, 이언적. 이황을 배척하고 그들의 문묘종사를 반대했다는 것, 다섯째, 폐비를 반대한 동료요 후배인 정온(鄭蘊), 이대기(李大期)를 구해주지 않았다는 것을 이유로 그를 체포, 국문했다. 국문에서 정인홍은 자신은 폐모론을 주장한 적이 없다고 강변을 하였으나 모두 허사였다. 그 뒤 서인 정권은 정승을 지낸 인물과 80세 이상의 고령자는 참수형에 처하지 않는다는 전례를 어기고 그를 사형선고하였다. 그는 죽음에 임하여서도 담담하였다.
| “ | 내 열 다섯의 어려서부터 스승 남명에게서 학문을 배워 군신부자(君臣父子)의 대의가 무엇인지 알았다. 아! 슬프다. 구원(丘園)에 물러나 있은 지 지금 20여 년! 어지러운 세상일을 듣고 알려 하지도 않았다. 90세의 모진 목숨 아직도 죽지 않고 살아서 마침내 폐모(廢母)의 죄명을 얻으니, 이제 한번 죽음에 돌아봐 서운한 것은 없으나. 장차 지하에서 무슨 면목으로 선왕(선조 임금)을 뵙겠는가? 그것이 두려울 따름이다. | ” |
|   | — 사형 직전 남긴 말 |   |

1623년 4월 3일 그는 명나라를 배신한 죄와 폐모살제의 죄명으로 역적의 죄명을 쓰고 참형당했다. 당시 그의 나이 89세였다. 참형당하면서 가산은 모두 몰수당하였고, 이후 대북파는 정계에서 몰락하였다. 저서로 《내암집》이 있다.
정인홍이 처형되자 정인홍의 문도들은 비분강개하여 조정에 나아가 벼슬하는 것을 수치로 여겼으며, 이로 인해 합천 등 여러 고을에는 벼슬하는 사람이 끊어졌다고 한다. 합천 사람들은 정인홍의 초상화를 안치해 놓고 제사를 지내는 등 합천에서 정인홍은 여전히 위엄 있는 존재로 남아 있었다.

### 사후
경상남도 합천군 가야면에 안장되었다. 그는 사형되었으며 가산이 적몰(籍沒)당하였으나 그의 후손들은 연좌되지 않고 살아남았다. 그러나 조선 영조때에 가서 그의 증손자로 추정되는 인물이 처형당했다. 1728년 3월 합천 거창 청주 등지에서 발발한 무신사태(무신란) 후, 1729년(영조 5) 4월 9일 소론인 우의정 이태좌가, "정인홍의 증손(曾孫) 중 겹눈동자(重瞳)인 사람이 있어 영남사람들이 마구 몰려드는 등 민심이 현혹되고 있다"고 하자 영조는 사형을 명령한다.
정인홍은 의를 숭상하는 청렴한 인물에서 음험하고 포악한 인물로 격하되었다. 이후 조선 왕조 내내 정인홍은 대역 죄인 취급을 받았다. 끝내 신원되지 못하였다. 1864년 늦가을에 합천군 군북면에 있던 정인홍의 합천군 가야면 야천리 가야산 해인사입구 각사 탑동(各寺 塔洞)으로 이장하기 위해 후손들이 그의 관의 뚜껑을 열었을 때, 정인홍의 시신은 입고 있던 수의도 썩지 않고, 머리칼, 피부도 살아생전 그대로이며 어깨와 목은 피 자국이 은은하게 그대로였다 한다. 묘소는 합천군 가야면 야천리 탑골(합천군 가야면 야천리 627)에 개장되었다.
그의 문하생들은 고종 즉위 전까지 출사길이 막혔으며, 제자이자 그가 인목대비 폐모론을 지지한 것에 반발한 동계 정온의 학맥 일부만이 관직에 진출할 수 있었다. 고종 때 가서야 그의 후손들과 북인 계열 유생들이 복권 상소를 올렸다. 1863년(고종 원년) 12월 고종 즉위 직후 흥선대원군이 사색타파(四色打破)를 선언하자 정인홍의 후손 유학 정기덕을 중심으로 첫 신원의 요구가 있었으나 노론계열의 반대로 묵살되었다. 1864년 다시 정인홍의 복권 상소가 올려졌으나 노론의 반대로 무산되었다. 1908년(대한제국 융희 2년)에 가서야 그해 4월 30일에야 내각 총리대신 이완용의 건의로 복권되었고, 좌의정의 직위가 내려졌다. 대한제국 멸망 후 1911년에 문집이 재간행되었다.

### 현대
순종황제 때 복권되었으나 대한제국이 멸망한 뒤에 이르러 진정한 복권, 평가가 나타났다. 1911년 정인홍 문집이 전 15권 7책 실기 1권으로 발간되었다. 사학자 단재 신채호는 그를 높이 평가했는데, 1931년 여순 감옥에서 홍명희에게 쓴 편지를 통해 그를 높이 평가했음을 밝혔다. "정인홍공약전(鄭仁弘公略傳)을 지을 계획이었으나 자신과 함께 매몰될지 모르겠다"며 한탄하였다. 신채호는 한국의 역사 상 삼걸(三傑)로 을지문덕, 이순신, 정인홍을 꼽았으며, 특히 정인홍의 개혁정신을 높이 평가하였다.
1959년 대한민국 문교부장관 최규남이 지은 신도비(神道碑)가 세워졌다. 1983년에 그의 문집 내암집의 한글 영인본이 상하 2권으로 발간되었으며, 1997년 12월 후손들이 소장하고 있던 정인홍 관련 고문서 및 서적, 교지 등 131점이 경상남도 유형문화재 제330, 331, 332호로 지정되었다.

## 가족 관계
- 할아버지 : 정언우(鄭彦佑)
  - 아버지 : 정륜(鄭倫)
  - 어머니 : 진주 강씨(? - 1582년)
    - 동생 : 이름 미상
    - 동생 : 정인영(鄭仁榮, 1540년 - 1602년)
    - 부인 : 남원 양씨, 양희(梁喜)의 딸
      - 아들 : 정연(鄭沇, 1571년 - 1592년)
      - 자부 : 진주하씨, 하진보(河晋寶)의 딸
        - 손자 : 정능(鄭 木+菱)

  - 장인 : 양희(梁喜, 1515년 - 1580년)
    - 사돈 : 하진보(河晋寶, 1530년 - 1585년)
    - 사돈 : 전의이씨, 이공도(李公度)의 딸, 하진보의 본처
    - 사돈 : 정씨, 정수익(鄭壽益)의 딸, 며느리 진주하씨의 친정어머니

## 관련 작품

### 드라마
- 《서궁》(KBS2, 1995년~1995년, 배우:서상익)
- 《왕의 여자》(SBS, 2003년~2004년, 배우:최동준)
- 《화정》(MBC, 2015년, 배우:한명구)

□ 1602년(선조35) 2월 15일: 선조가 합천에 있는 정인홍을 대사헌에 제수함. 인편(人便)으로 직접 정인홍에게 갖다 줌. (67세)
-정인홍 대사헌(大司憲, 종2품) 제수 교지다.
[정원(政院: 승정원)이 대사헌 정인홍에게 올라오라고 하서(下書)할 것을 입계(入啓: 글을 올림)하니, 상(上: 임금)이 다시 친히 글을 지어 내렸는데, 그 글은 다음과 같다.
"오래 전부터 고의(高義: 두터운 의리)를 들어오다가 10년 전 (1581년 장령직에 있을 때) 일찍이 한번 보았고, 그 뒤로 경(卿, 주: 정인홍)은 고향으로 돌아가 세월이 그럭저럭 오래되었다. 임진 변란이 일어나자 경은 곧 의병을 일으켜서 적을 토벌하여 한 방면을 막아 산림(山林) 아래에서 나라를 위해 사력을 다하였으므로, 비록 파천(播遷: 임금이 파란함) 중에 있었으나 감탄하며 사모하는 마음이 들지 않은 적이 없었다. 그러한데도 좌우에 초치하여 부덕한 나를 보필하게 하지 못하였으니, 현인을 버린 잘못을 내가 진실로 면할 수 없었다. 그리하여 은대(銀臺: 승정원)의 소임에 제수하여 아침저녁으로 도와주기를 기대하였더니, 경(卿)이 병을 이유로 오지 않아 참으로 서운하였다. 그러나 다시 항상 복잡하기만 한 기무(機務: 중요한 일)를 맡겨 수고롭게 할 수 없었다. 이에 경을 사헌부 대사헌으로 삼아 조강(朝綱)을 총괄하게 한다.
대체로 학문을 쌓는 것은 장차 큰 일을 하기 위해서인데, 자신의 절조만 지키는 것이 어찌 군자가 하고자 하는 일이겠는가. 마땅히 국경을 벗어나 타국을 나갈 때 안절부절하는 의리를 간절히 생각하여 초야에 있으면서 자득하는 즐거움을 일거에 바꾸어 고산(故山: 고향)의 연하(煙霞: 안개와 놀)를 사양하고 쟁기와 보습(주: 가래)을 놓아둔 채 한번 일어나라. 지금 봄날이 따뜻해져서 길 다니기에 매우 좋으니 역말을 타고 속히 올라오라."] (선조실록 35년 2월 15일)
□ 1602년(선조35) 7월 2일: 선조(宣祖) 임금이 내암 정인홍에 대해 '빌붙는 일은 결코하지 않을 사람'으로 평가함.
“인홍(仁弘)에 대해 혹자는 과격하다고 하고 혹자는 말에 병통이 있다고도 하지만, 그 사람은 다른 사람들과 같지 않아서 빌붙는 일[추부·趨附]은 결코 하지 않을 것이다. 그의 굳센 절조[경절·勁節]는 백 번 꺾으려 해도 꺾지 못할 것이다.(其人非如他人趨附 則必不爲之 其勁節 雖百折不能折)” (선조실록 35년 1602년 7월 2일, 정인홍에 대한 선조 임금의 평가)
-9월 25일: 선조실록에서 사신(史臣: 사관)이 “정인홍은 남명 조식의 고제(高弟)이다. 어려서부터 임하(林下: 향리)에서 독서하여 기절(氣節)이 있다고 자부해 왔는 데 많은 영남의 선비들이 추존하여 내암 선생(來庵 先生)이라고 불렀다. 그가 세상에서 흔하지 않은 소명을 받고 초야에서 몸을 일으켜 나오자 임금은 자리를 비우고 기다렸고 조야(朝野)는 눈을 닦고 바라보았다”고 평가함.

## 저서 및 작품

### 저서
그의 문집과 작품 중 대부분 인조반정 이후 반대파에 의해 불태워지거나 사라졌다. 《내암집》만이 현재 전한다.
- 《내암집, 1911년》
- 내암 정인홍의 사의장봉사(辭義將封事): https://m.blog.naver.com/antlsguraud/221096730293

- 정인홍이 지은 정맥고풍변(正脈高風辨): https://m.blog.naver.com/antlsguraud/221367890570

### 작품
1546년(명종 1년) 해인사에서 독서할 때 지은「영송(詠松)」이라는 한시(漢詩) 등 몇수가 전한다.
- 영송
- 과무계
- 하진보 묘갈명

## 사상

### 경세관
그는 현실 문제를 깊이 인식하고 외교·국방책을 논했으며, 보민제산(保民制産)·외우민암(畏于民암) 등 실학적인 보민(保民)의 위민사상(爲民思想)에 투철하였다. 한편 절용(節用)과 형평(衡平)을 말하면서 실제적이고 유용한 생활을 강조하였으며, 사회적 지위나 경제적 부(富)가 고루 분배되어야 한다고 주장하였다.

## 성격
그는 평생 스승에 대한 의리, 국왕에 대한 의리를 실천하기 위해 끊임없이 노력했다. 따지고 보면 그의 삶을 파란만장하게 만든 것도 바로 바로 그 의리였다. 스승 남명 조식에 대한 의리를 지키려다 남인을 중심으로 한 유생들의 비난을 한 몸에 받았으며, 광해군에 대한 의리를 실천하다가 광해군 대 실정의 책임을 모두 뒤집어쓰고 비참한 최후를 맞은 것이다. 지나친 엄격성으로 많은 적을 만들었지만, 그의 삶은 지식인의 자세와 의리에 대해 시사하는 바가 많다.

## 논란

### 당파적 배경
조식의 사후에 조선의 사림정치는 곧 당쟁의 시대를 맞게 되었고, 남명학파는 최초의 동, 서 분당 그리고 뒤이은 남, 북 분당에 깊이 관여하게 되었다. 이러한 당쟁 시기에 있어서 남명학파를 대표한 인물이 정인홍이었다.
정인홍은 조식의 가르침에 유의하여 젊은 시기의 한때를 제외하고서는 한평생 벼슬길에 나아간 적이 거의 없고, 대부분 고향인 합천에 머물러 강학 활동에 종사하였지만, 선조 말기 이래 광해군 시기에 걸쳐 국왕의 각별한 신임으로 말미암아 중앙 정계에서 중요한 정치적 비중을 차지하게 되었다.
선조 말기 이래 정인홍을 비롯한 자들이 갑자기 나온 배경에는 임진왜란 시기에 조식의 문인들 대부분이 의병활동에 참여하려 들었다는 점 일지도 모른다고 한다. 왜란이 시작됨과 동시에 이틀만에 모든 성을 버리고 도주, 나흘만에 모든 길을 뚫린 것 때문이리라(자세한 것은 곽재우 의병일기장 등 참고할 것).
정인홍과 그 문인 이이첨을 영수로 삼은 대북 세력은 광해군 중기 이후에 정국의 주도권을 장악하였는데, 그 때문에 인조반정으로 말미암아 대북 정권이 전복되자 조식 들은 철저히 배제,소외되어 그 이상 독자적 학파로서의 명맥을 유지할 수가 없게 되었다.

### 정치 보복
그가 사형당하고, 이이첨이 그의 문하생이었으므로 그의 다른 문하생들 다수가 화를 입었다. 합천 묘산의 교리 조정립은 중도부처, 정언 조성생은 파직, 가회의 우참찬 윤선 파직, 고령의 이조좌랑 박종윤은 중도부처, 의령의 이조정랑 유활 파직, 합천 가야의 지평 정결, 율곡의 대사간 문려, 고령의 승지 박종주 등은 처형되는 등 많은 정인홍 문인(門人)들이 화를 당하고 출사길이 막혔다.
1629년(인조7년)에는 합천군이 정인홍의 고향이라하여 합천현으로 격하됨. 15년 후인 1644년(인조22)에야 합천군으로 복귀된다. 1631년(인조9) 2월 합천의 정한(鄭澣), 고령 도진의 박희집(朴禧集), 창녕 성지도(成至道) 등이 북인(대북) 잔당을 규합하여 광해군 복위를 계획하다 정한, 박희집 등 40여명이 죽고, 6명이 유배당하였다.

## 평가와 비판

### "정인홍의 발뒤꿈치도 따라가지 못한다"고 매천 황현은 통탄했다. 정인홍을 단재 신채호는 '4대 영웅' 쯤으로 평가했다.
하였다.
경상우도의 내암 정인홍(來庵 鄭仁弘, 1536~1623, 영의정)은 구한말 매천 황현(梅泉 黃玹, 1855~1910.9)에 의해 재평가된다. 이귀(李貴) 김류 송시열 등 집권 서인(노론)들에 의해 '만고의 역적'으로 억울하게 폄하된지 무려 271년이 지나서다.
광양 출생인 매천은 자신이 쓴 오하기문(梧下記聞)에서 정인홍이 국난을 극복하기 위해 비분강개하며, 몸을 던진 '우국충정'과 '희생정신'을 높이 평가했다.
"아아! 우리나라는 임진(주: 임진왜란)·병자년(주: 병자호란) 이후에 유학을 받들며 초야에 은거하는 선비라면 한결같이 의리를 내세워 도적들을 토벌했다. 그보다 못한 사람들은 자기가 사는 마을이라도 지켰다. 저 정인홍(鄭仁弘) 같은 인물조차 또한 그렇게 했다. 오늘날 유자(儒者)라는 사람들은 평소엔 자신이 퇴계와 율곡에 버금간다고 자처하더니, (병인·신미양요-병자수호조약 등) 예기치 않은 변고를 만나자 아첨이나 하면서 납작 엎드려 있을 뿐 (1592년) 임진왜란 때 의병을 일으켰던 정인홍의 발뒤꿈치도 따라가지 못한다[不敢望仁弘之馬足]. 대대로 세도를 누린 집안에서 심성(心性)을 말하고, 이기(理氣) 분석에 치중하는 학문은 과연 무엇을 귀하게 여기자는 것인가[世家大族 說心性 柝理氣之學 果安所貴乎]." (오하기문 이필·二筆 1894년 고종31년 7월 16일)
"유학의 흥륭(興隆)은 극도로 성(盛)했다. 그러나 진정한 재능과 실학은 몰락해서 시들어 버렸다. 마침내 온 세상에는 진리를 추구하는 참된 학문이 없는 지경에 이르렀다. 결국 유학은 국가에 무익할 뿐만 아니라 향리(鄕里)의 모범이 되지도 못했다. (중략) 정인홍과 이현일처럼 젊은 시절에 명망이 있었던 인물조차 배출하지 못하고 있다[求其如鄭仁弘李玄逸初年聞望者 亦不可得]. 나는 우리 조선의 유림전(儒林傳)에 길이 남을 이 수치(羞恥)로 인해 몸둘 바를 모르겠다." (오하기문 수필·首筆)
정인홍은 청주 출생인 단재 신채호(丹齋 申采浩, 1880~1936)에 의해서도 재평가된다.
단재가 1931년 여순 감옥에서 벽초 홍명희에게 보낸 편지에서다. 8살이나 어린 벽초에게 제(弟: 동생)라고 자신을 낮추면서, 단재는 잘못돼 가는 현실에서의 '혁명 정신'은 정인홍으로부터 찾으려고 했다. 그러나 정인홍의 위대함이 자신과 함께 매몰될까봐 매우 노심초사했다.
"을지문덕·이순신·최영전(傳)은 집필했는데 이제 와서 가장 애석(愛惜)해 하는 두가지의 복고(腹藁: 배 속 원고)인 대가야천국고(大伽倻遷國考)와 정인홍공약전(鄭仁弘公略傳)이 있으나, 이것들은 제(弟, 신채호)와 한가지로 지중(地中: 땅 속)의 물(物)이 되고 말는지도 모르겠습니다." (조선일보 1936년 2월 28일 벽초 '곡단재')
1623년 계해정변(인조반정)으로 집권 서인세력들과 안동의 퇴계 문인들, 심지어 경상우도 내암의 문인 후손들로부터도 300년이라는 기나긴 세월 동안 폄훼됐는데, 매천과 단재가 의병도대장(義兵都大將)이며 영의정인 내암 정인홍을 이렇게 재평가를 한 것이다.
하지만 무지와 무관심으로 합천 진주 산청 거창 고령 함안 등 경상우도에서 지금도 계해정변 후 날조된 문집 등을 근거로 내암을 비난하고 있다. 부끄러운 자화상이다. 어리석기 짝이 없다.
역사 철학자 발터 벤야민(Walter Benjamin)이 말했다.
"과거의 무수한 희생자들을 지금 기억해 내어 구원(Erlösung)하지 않으면, 역사의 진보도 미래도 없다. 우리가 패배 당한 희생자들의 고통과 비탄을 복구(tikkun)하고, 그 세대가 투쟁 대상으로 삼았으나 이루지 못했던 그들의 목표를 완수할 필요가 있다."
지금 우리가 누리고 있는 삶과 세상은 수많은 이상주의자의 좌절과 고통 속에서 얻어진 것 아닌가.
*이 블로그 '내암 정인홍과 단재 신채호가 꿈꿨던 조선, 대한민국' 참조: https://blog.naver.com/antlsguraud/220899091294
패자에게 덧씌우진 '역사의 거짓(왜곡 및 날조)'을 찾아내서 사실에 가깝게 정립하는 것은 지난(至難)한 작업이다. 집요한 노력과 창의적 생각만이 '역사의 진실'에 다가갈 수 있을 것이다.
한스 로슬링(Hans Rosling, 1948~2017)이 팩트풀리스(Factfulness)에서 설파한 '부정 본능, 일반화 본능, 단일 관점 본능'을 뛰어 넘어야 사실(Fact)에 접근할 수 있을 것이다.
□ '용담 박이장(龍潭 朴而章, 1547~1622, 대사간)은 내암 정인홍(來庵 鄭仁弘, 1536~1623, 영의정)의 제자다. 내암은 현 합천군 가야면 야천리 각사마을에, 박이장은 8km 떨어진 가야면 매안리에서 살았다. 박이장은 1592년(선조25) 임란 때 도촌 조응인(陶村 曺應仁, 1556년~1624, 대구도호부사), 역양 문경호(嶧陽 文景虎, 1556~1619, 찰방), 화음 권양(花陰 權瀁, 1555∼1618, 현감) 등과 함께 스승 내암 휘하에서 의병투쟁을 했다.
이들은 1592년 5월 초에 숭산동 말곡촌(末谷村, 매안리) 소학당(小學堂)에서 내암과 함께 3천 군사로 창의(昌義)했다. 해인사 팔만대장경판을 왜적으로부터 보전하는 등 역사적 책임을 다했다.
송암 이로(松巖 李魯, 1544~1598)가 쓴 송암집 제4권 유사(遺事)에 '학봉 김 선생 용사 사적-문수(鶴峯金先生龍蛇事蹟-文殊志)에 다음과 같이 기록하고 있다.
"1592년(선조25) 5월, 공(公, 김성일)이 합천으로 돌아와 의병대장 정인홍(鄭仁弘)을 진중에서 만났다. 정인홍이 전 좌랑 박이장(朴而章)을 진주로 보내어 사저(私儲, 사택)를 구하게 했는데, 백성들이 진주의 관아로 달려가 하소연했다. 그러자 진주판관이 각 면(面)의 도장(都將)들에게 하첩(下帖)하여 말하기를 '순찰사나 초유사(주: 김성일)의 관문도 없이 백성을 협박하여 재산을 빼앗으면 이는 반드시 토적이다'라고 했다. 진주 백성들이 이 말을 듣고 박이장을 욕보였지만 겨우 벗어나 박이장이 (합천 숭산동으로)  돌아왔다. 그 일에 대해 듣고 공이 크게 노하여 고을 아전들과 그 면(面)의 도장(都將)을 잡아다 곤장을 친 뒤 돌려보냈다."
전 우참찬(정2품) 우계 성혼(牛溪 成渾, 1535~1598)이 1602년(선조35) 2월 관작이 추탈됐는데, 응교 박이장과 선비 문경호(文景虎, 1556~1619, 합천 율곡 출생)가 큰 역할을 했다. 서인(西人)들은 박이장과 문경호가 정인홍의 사주를 받았다고 비난했다.
박이장은 1604년(선조37) 12월 6일 정3품 대사간(大司諫)에 임명됐으나, 선조 임금이 "박이장이 경망하다"고 불신임하여 12월 26일 영해부사로 좌천시켰다.
3년 뒤 무신년 1608년(선조41) 1월에 영의정 유영경(柳永慶), 대사간 이효원, 전한(典翰) 김대래 등이 영창대군(3세)을 옹립하려고 했다. 그러자 광해군(24세) 옹립파인 전 참판 정인홍, 진사 정온(鄭蘊), 진사 하성(河惺, 하협 동생), 평안도사(都事) 이성(李惺), 전 좌랑 정조(鄭造), 전 정랑 이이첨(李爾瞻) 등이 1월 18일~1월 28일 '광해 지지 상소'를 올리는 등 대립했다. 선조가 "광해군에게 왕위를 몰려준다"는 교지를 유영경에게 내리고 2월 1일 사망했는데, 유영경이 이를 숨겼다.
광해군이 1608년 2월 2일 왕위에 오르고, 1608년(광해 즉위년) 2월 8일 박이장은 곧바로 대사간으로 복직했다. 박이장은 1610년(광해2) 12월까지 대사간(大司諫, 정3품)으로 있다가 좌윤(左尹, 종2품)으로 승진했다. 그러나 유영경(柳永慶, 59세)은 1608년 9월 5일 유배지인 함경도 경흥에서 자결하고, 김대래는 9월 9일 함경도 종성 유배지에서 사사(死賜)되며, 이효원은 거제로 정배된 후 1623년 계해정변 후 풀려나 공조참판을 지냈다.
특히 1610년(광해2) 여름, 대사간 박이장(朴而章, 1547~1622, 고조: 박예손<朴禮孫, 형: 박인손>)의 10촌동생인 유학 박이립(朴而立, 1550~?, 부: 朴大榮, 고조: 박인손<朴仁孫, 동생: 박예손>)이, 내암 정인홍(來庵 鄭仁弘, 1536~1623)과 사이가 좋지 않은 전 형조참판 한강 정구(寒岡 鄭逑, 1543~1620)를 '몹쓸 인간'으로 폄하하는 글을 유포했다. 이에 정구 문인들이 이른바 '한강선생변무소(寒岡先生辨誣疏)'를 1610년(광해2) 3월 작성하여 선산(구미 산동면) 출생인 김녕(金寧) 등 300여명이 대궐 앞에서 부르짖으며 상소하는 등 소동이 일어났다. 박이장 순천박씨들이 '남명, 내암, 퇴계, 한강'을 대하는 관점과 태도를 알 수 있다.
박이립과 정구는 성주군 수륜 동향인이었고, 1610년 당시 정구는 낙향하여 성주 가천(伽川, 수륜면 신정리 258)에 살고 있었다. 내암 정인홍은 가천에서 15km 떨어진 합천 각사마을에서 우찬성(右贊成, 종1품) 직책을 가지고 거주하고 있었다.
박이립 자형이 내암 4촌동생으로 합천 사촌(蓑村)마을 출생인 정인함(鄭仁涵, 1546~1613, 예조정랑, 장인: 박대영)인데, 1994년 간행 순천박씨판윤(判尹, 박가권)공파보 1권 13p에 박이립 묘소는 전주시 상관면에 있고, 배위 및 사망년이 실전된 것으로 등재돼 있다. 1623년 계해정변 후 집권 서인세력들로부터 배척을 당한 게 확실하다.
1911년 간행한 용담집(龍潭集)에 등재된 내암 정인홍 관련 내용은 후손들이 왜곡했다. 용담집 서문은 정내석(鄭來錫, 1808~1893)이 썼다.
```
이유열(李惟說, 1569~1626)이 1614년(광해6) 5월에 쓴 서행일기(西行日記)에도 '신구부사직정온소(伸救副司直鄭蘊疏)'를 올리는데 당시 청송부사(주: 조경 찬 행장과 용담집 연보에 따르면 청송부사 재직 중) 박이장 이름이 보이지 않는다. 합천-고령 선비 및 벼슬아치들은 당시 좌의정 직책을 가지고 가야산 밑 각사마을에 살고 있던 정인홍(鄭仁弘, 79세)을 의식하여 참여하지 않았다. 박이장도 여기에 동참한 것이다. 박이장은 변함없는 내암 정인홍의 제자였기 때문이다.
```

(참고문헌: 조선왕조실록, 내암집, 용담집, 고대일록, 난중잡록, 서행일기 등)
□ 용담집 제5권-부록(附錄)-연보에 '박이장이 1604년 12월 6일 대사간에 임명되고, 12월 26일 파직된 뒤 영해부사로 좌천된 것과, 광해가 왕(王)에 오르자 곧바로 대사간에 복직했다'는 것 등은 누락하고, 또 사실 관계를 왜곡했다. 여타 문중에서 발간한 문집처럼 왜곡, 나아가 날조는 일반적 현상이 박이장의 용담문집에도 빼닮았다.
합천군사(郡史, 2013년)-경상남도사(道史, 2019년)에 '박이장' 관련 내용도 오류 및 왜곡된 기존의 내용을 그대로 베껴 출간했다. 익히 보아온 것처럼! 이는 예산낭비 뿐만 아니라, 역사에 대한 모독이다.
※1604년(선조37) 내암 정인홍이 해인사에서 간행한 남명집(南冥集, 갑진본)을 시작으로 1606년 간행 남명집(병오본)과 문경호가 보유(補遺)하여 1609년(광해1) 간행한 남명집(기유본) 및 1622년(광해14) 정인홍이 주간하여 간행한 남명집(임술본)을, 송시열과 서인(노론) 세력들이 난도질했다. 송시열이 1669년 2월 내린 지침에 따라 1670년(현종11) 간행한 남명집(南冥集, 경술본)을 이른바 이정(釐正, 수정하여 바로 잡음)했다. 정인홍과 관련한 문자(文字)를 사그리 들어낸 것이다.
```
그후 서인(노론) 세력들과 부화뇌동한 남명학파 후손들은 1700년(숙종26) 남명집(경진본) 등 계속 수정본을 출간하여 '내암 정인홍'을 역사에서 지워버리려고 했다. 정인홍이 지은[撰] '남명집 서문 및 발문, 남명 행장, 남명신도비명(요약본), 제문 등등'이 모두 사라졌다.
```

1911년 간행한 박이장의 용담집에 내암 정인홍과 관련하여 왜곡한 내용 중 일부다.
"1605년(선조37) 봄에 (박이장은) 외직으로 영해부사(寧海府使)에 보임됐다. 이는 선생(주: 박이장)이 붕당의 폐해를 논한 것이 당시의 여론에 합치되지 않아 외직으로 보임된 것이다. (거창 가북면) 문모계(文茅磎, 주: 문위)가 (산청읍) 사호(思湖) 오장(吳長)에게 편지를 보내 '남쪽에서 온 선비들(주: 남명학파)은 거의 다 쫓겨났는데, 숙빈(叔彬, 주: 박이장)도 정사(政事)를 논하다 외직인 영해부사에 보임되었다'고 했다.
1608(선조41) 정월, 선생(주: 박이장) 나이 62세에 대사헌(주: 실록에는 대사간)으로 임금의 부름을 받자 정인홍을 논계(論啓)했다. 당시 악한 무리인 이이첨(李爾瞻) 박건(朴楗) 이성(李惺) 등이 (선조) 임금의 병이 위독해질 조짐이 있자 광해군에게 아첨하여 영합하고자 했다. 그래서 사포서 별좌 이담(李憺)을 몰래 보내 정인홍과 결탁하고 소를 올려 상국(영의정) 유영경(柳永慶)을 탄핵했으며 궁궐을 흔들고 이간했다. 선생은 대간(大諫) 이효원(李效元) 등과 (정인홍 등을) 논계했다.
1608년(선조41) 1월 24일에 부제학으로 옮겼으나, 벼슬자리를 내놓고 고향으로 돌아왔다. 1608년 2월에 선조대왕이 승하하자, 대궐로 들어가 곡(哭)하는 예식에 참여했다.
(주: 박이장은 광해군이 1608년 2월 2일 즉위한 뒤, 2월 8일 곧바로 대사간으로 복직했다. 광해 2년 1610년 12월 3일까지 대사간으로 있다가 좌윤으로 승진했다. 이런 사실들을 용담집에서 누락했다.)
1611년(광해3) 봄에 이조참판에 제수됐으나, 나아가지 않았다.
1613년(광해5) 6월, 선생은 예전에 정인홍과 왕래했지만, 무신년(주: 1608년 선조 41년 1월)에 정인홍을 논계(論啓)한 뒤로 드디어 (정인홍을) 증오했다.
(주: 그런데 광해 즉위를 반대한 박이장을 광해가 곧바로 대사간에 복직시켰다? "광해가 왕위를 계승해야 한다"는 정인홍의 상차를 박이장이 논계(論啓)했다는 건 소설 같은 얘기다. 만약 박이장이 유영경 이효원 김대래 등과 함께 3세 어린애인 영창대군 즉위를 지지했다면, 대사간 벼슬은커녕 유영경 이효원 김대래처럼 됐을 것이다. 1615년 박이장이 지었다고 하는 만언소·萬言疏에 '정인홍' 이름이 없는 걸 봐도 알 수 있다.)
이에 이르러 그가 일을 그르치는 것을 보고 시(詩)를 지어 풍자하기를 '나학림(羅鶴林)의 말은 확실한 비결이니, 처음을 보존하는 것은 비록 쉽지만 끝을 지키는 것은 어렵네. 그대는 한밤중에 깊이 생각할 적에, 평생을 회상하여 얼굴이 부끄럽지 않게 하소'라고 했다. (용담집 제5권-부록-연보)
그리고 박이장 행장(行狀)에
1614년 1월~1615년(광해7) 3월, 청송부사로 재직했다.
1617년 고령(高靈) 용담리(龍潭里)로 돌아왔다.
1622년(광해14) 8월 26일, 76세로 별세했다. (조경·趙絅 찬·撰 행장)
- 대제학 강현(姜鋧, 1650~1733)이 지은 박이장 신도비명(神道碑銘)도 위 연보 및 행장(行狀)과 대동소이하다.

□ 내암(來庵)을 승자인 서인(노론) 뿐만 아니라 남명학파 후손들까지 가세(加勢)하여 철저하게 왜곡·날조했지만, 구한말 매천 황현(梅泉 黃玹, 1855~1910.9)과 단재 신채호(丹齋 申采浩, 1880~1936)가 영의정 내암 정인홍을 '위대한 개혁적 인물'로 재평가했다. 서인(노론)들이 기습적으로 일으킨 1623년(광해15) 3월 12일 계해정변 후 271년이 지난 뒤였다.
박이장과 그의 차남인 진사 박공구(朴羾衢) 묘소는 고령군 운수면 유리 고승골에 있고, 박이장-박공구 후손들은 산청군 신등면 단계리에 세거하고 있다.
- 이 블로그 '동계 정온은 '조응인 묘갈명'에서 왜 내암 정인홍을 비난했을까.' 참조: https://blog.naver.com/antlsguraud/221575746387
- 이 블로그 '문경호의 영원한 스승 정인홍과 고령소 및 제문, 왜곡·날조된 문집' 참조: https://blog.naver.com/antlsguraud/221357467235
- 이 블로그 '"정인홍의 발뒤꿈치도 따라가지 못한다"고 매천 황현은 통탄했다.' 참조: https://blog.naver.com/antlsguraud/221057357600
- 이 블로그 '신병주 교수의 내암 정인홍 평가에 대한 반론' 참조: https://blog.naver.com/antlsguraud/221559902318

## 같이 보기
| - 기축옥사 - 정여립의 난 - 동인 - 북인 - 조식 - 이산해 - 유영경 - 이이첨 - 유희분 - 부음정 | - 임진왜란 - 정유재란 - 의병장 - 인조 반정 - 정온 - 정구 - 조식 - 남명학파 |

## 관련 서적
- 이수건, 南冥 曺植과 南冥學派, <영남대 민족문화논총 2·3> (영남대학교, 1982)

## 참고 문헌
- 宣祖實錄
- 宣祖修正實錄
- 光海君日記
- 仁祖實錄
- 燃藜室記述